# Politisches Journal nebst Anzeige von gelehrten und andern Sachen

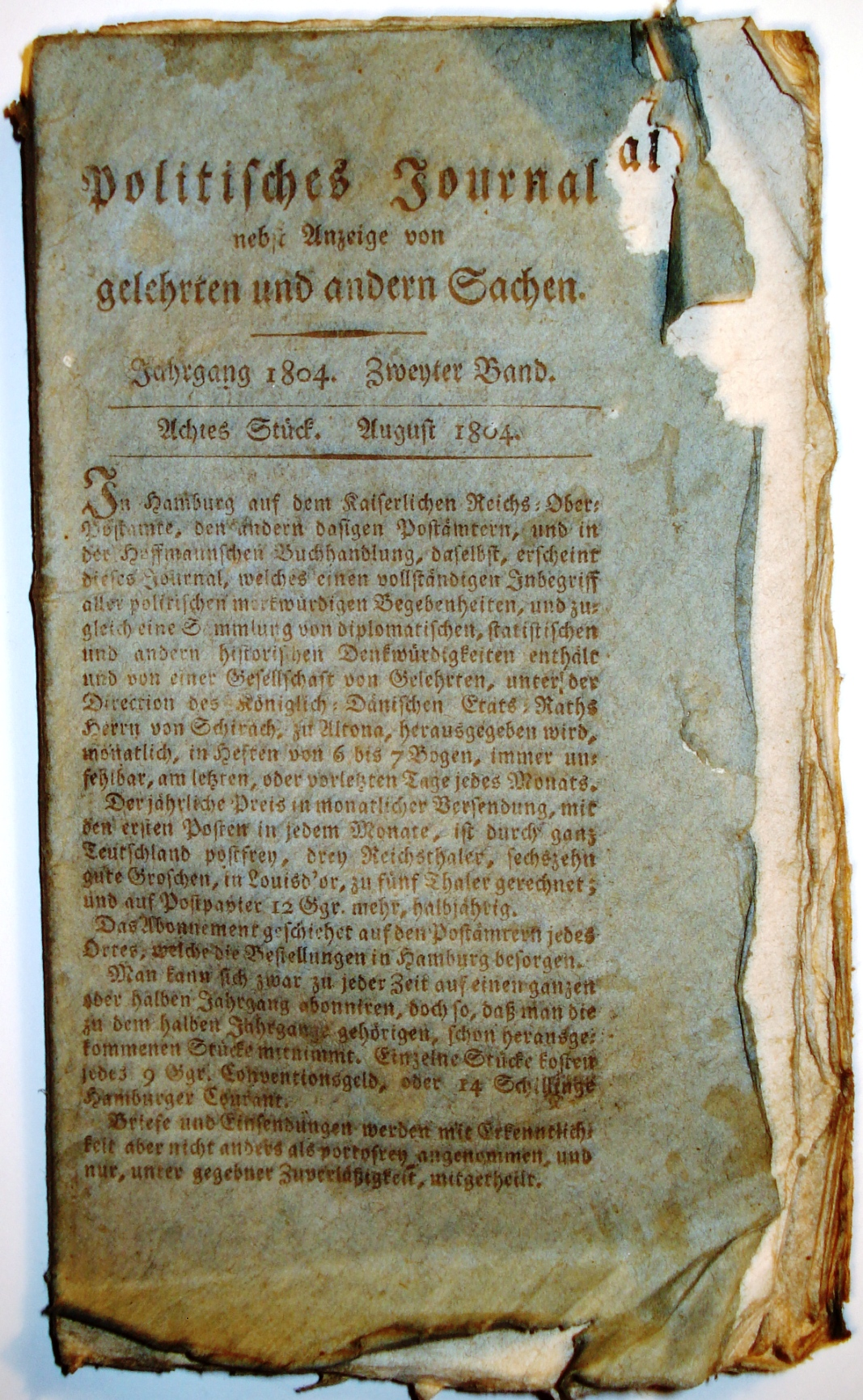
Titelblatt der Ausgabe des Politischen Journals vom August 1804

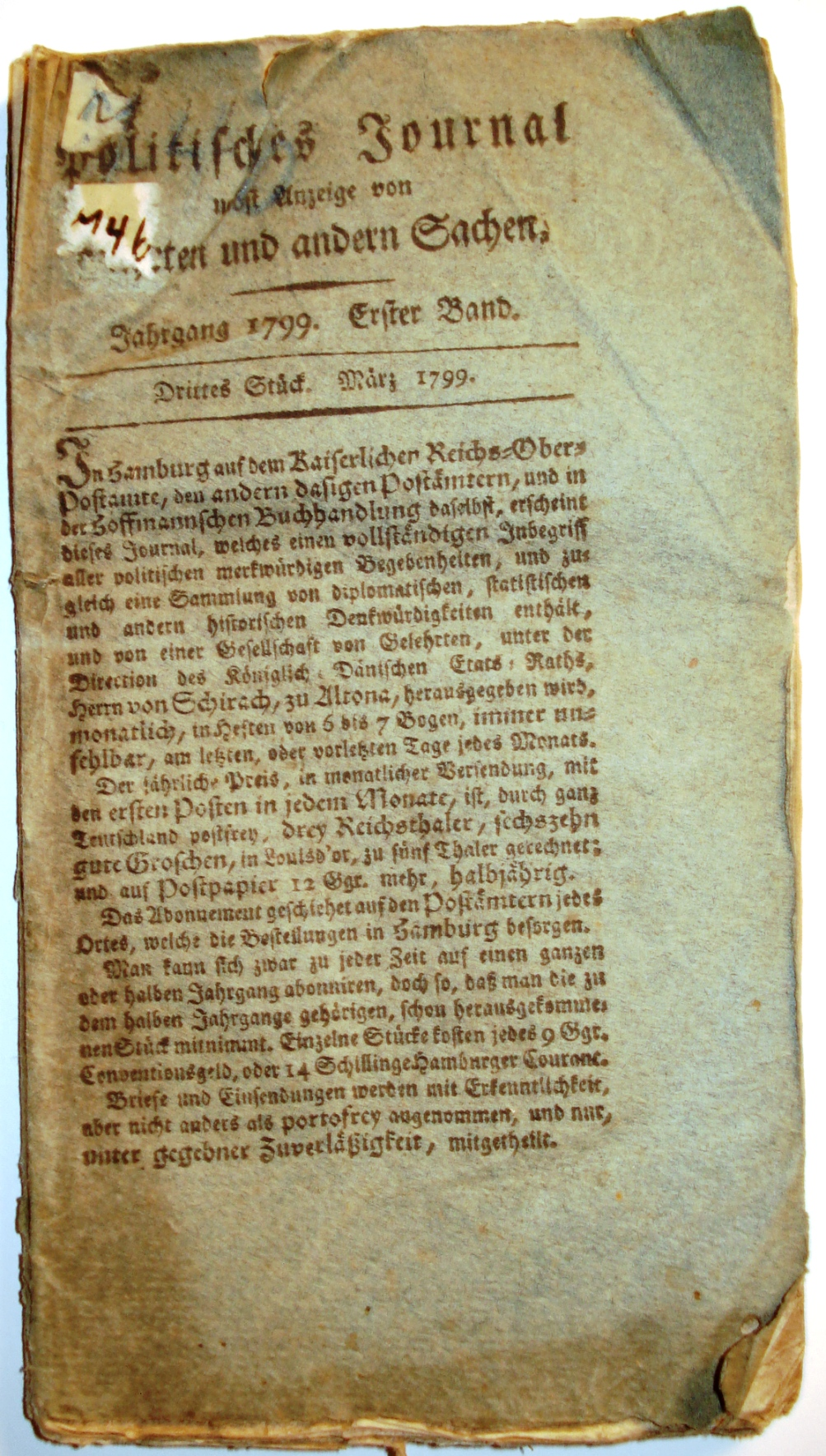
Titelblatt der Ausgabe des Politischen Journals vom März 1799

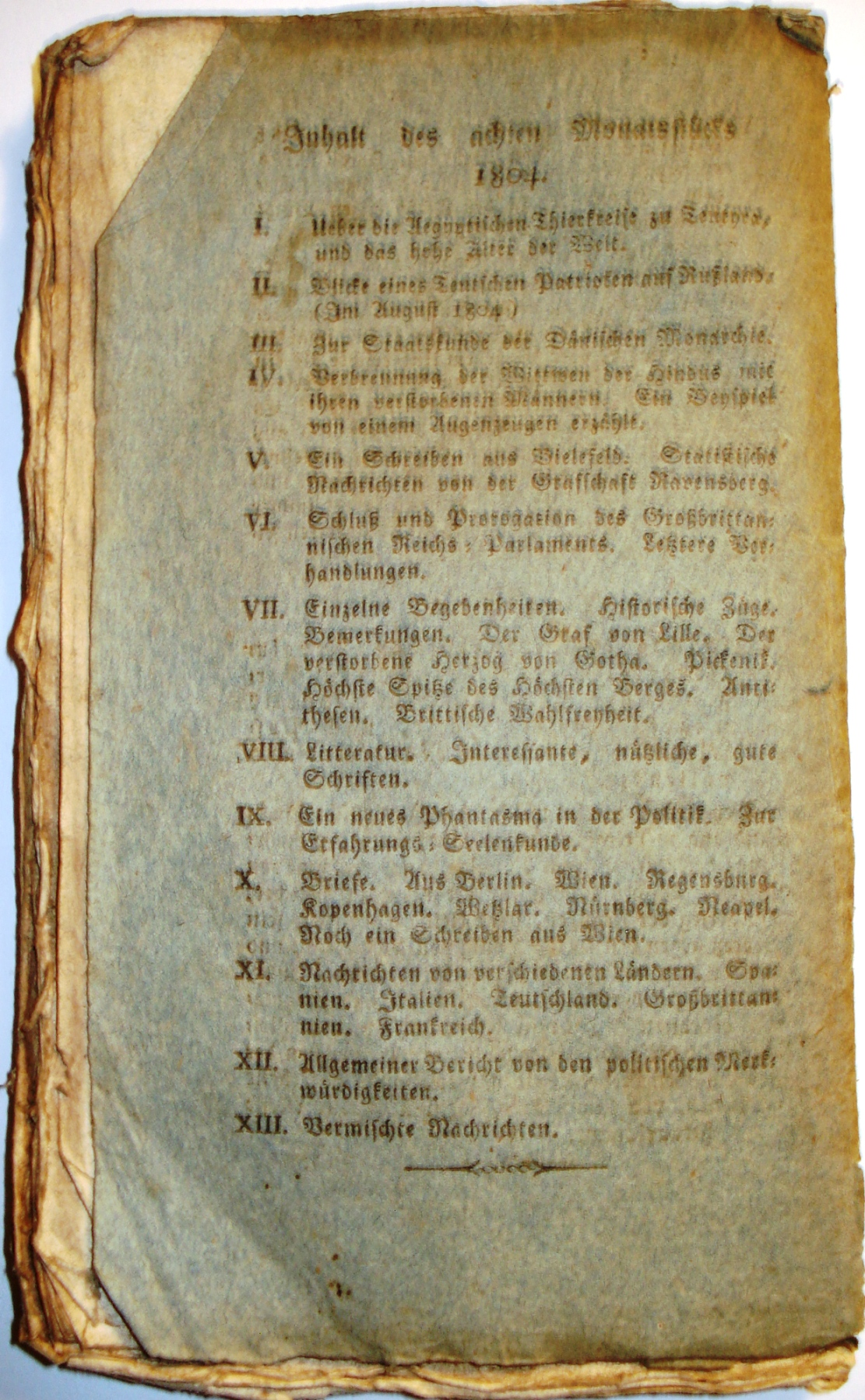
Rückseite der Ausgabe des Politischen Journals vom August 1805 mit Inhaltsverzeichnis

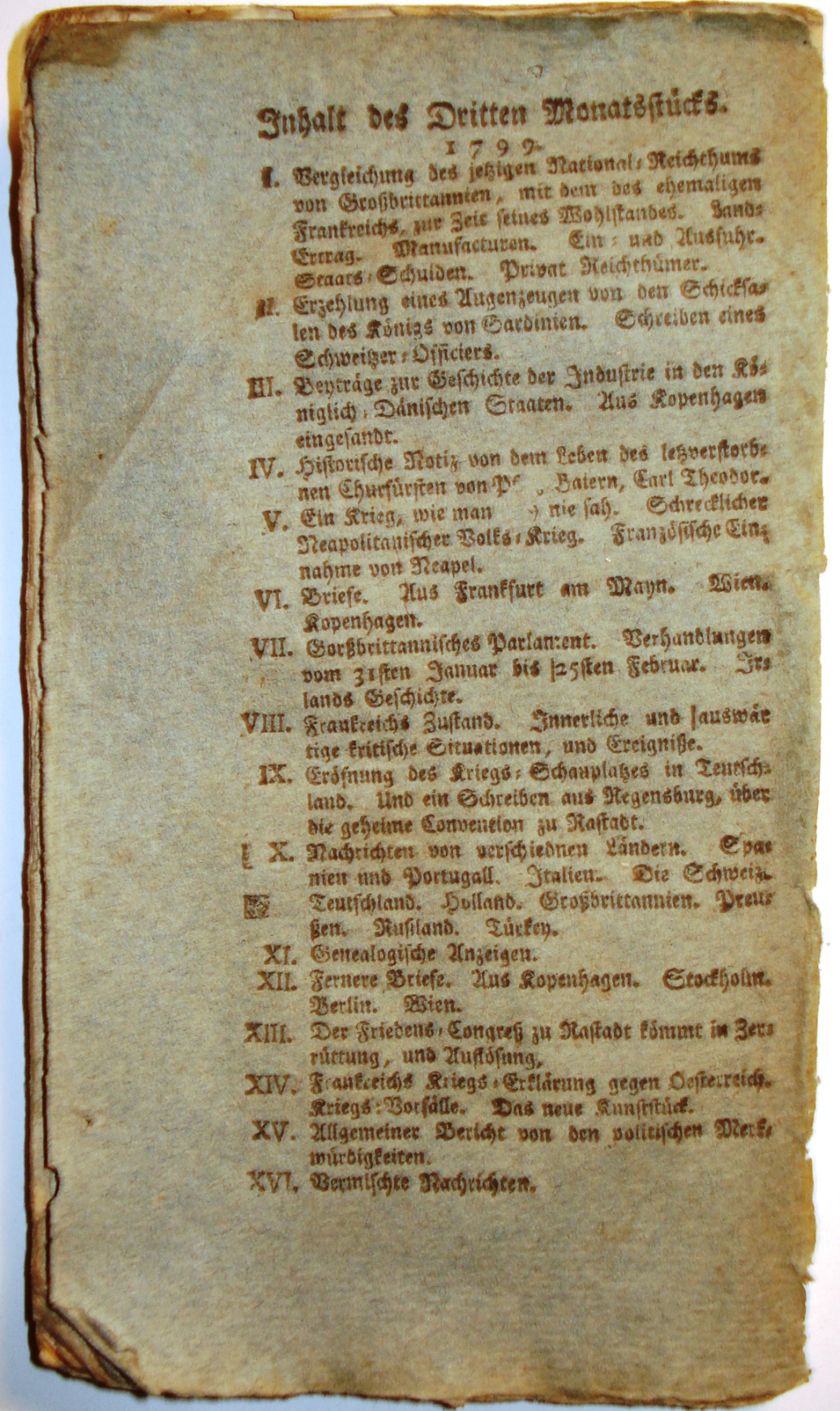
Rückseite der Ausgabe des Politischen Journals vom März 1799 mit Inhaltsverzeichnis

Die Zeitschrift Politisches Journal nebst Anzeige von gelehrten und andern Sachen (in der Regel nur als Politisches Journal bezeichnet) war eine der ersten Zeitschriften Europas. Sie erschien zwischen 1781 und 1840 in Altona (damals Holstein, heute Stadtteil von Hamburg) und wurde von einer Gesellschaft von Gelehrten unter der Leitung von Gottlob Benedikt von Schirach (1743–1804; Publizist, Historiker, dänischer Legationsrat); später von seinem Sohn Wilhelm Benedict von Schirach (1779–1866; Jurist und Publizist) bis 1840 herausgegeben.
Das Politische Journal entwickelte sich zu einer der damals auflagenstärksten Zeitschriften in deutscher Sprache und wurde zu ihrer Hochzeit als eine der besten und bedeutendsten Zeitschriften in Nord- und Mitteldeutschland beurteilt. Zu den Lesern des Politischen Journals gehörte Johann Wolfgang von Goethe (der es mit Charlotte von Stein austauschte).

## Inhalt

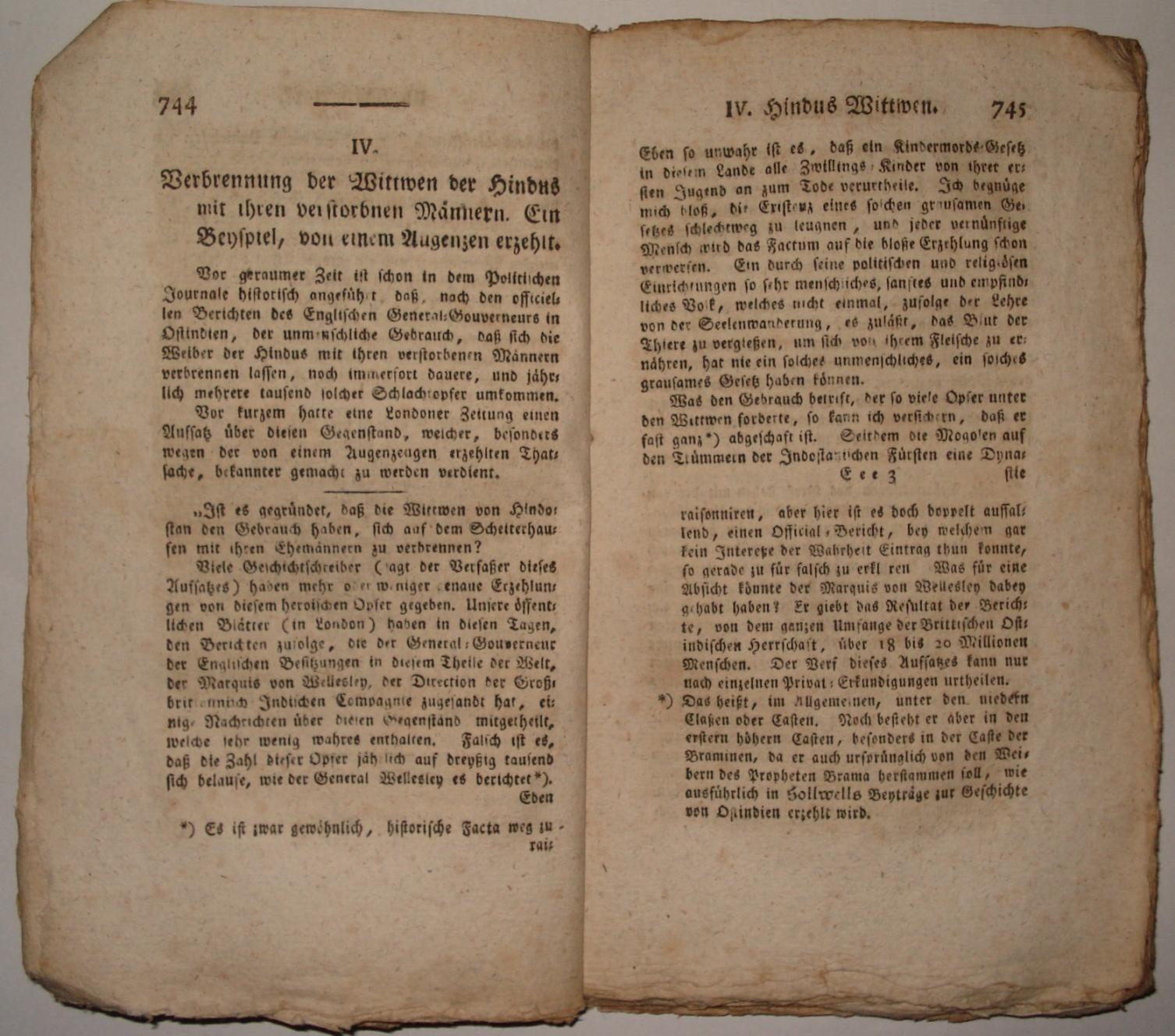
Druckbeispiel des Politischen Journals

Gemäß Umschlagtext war es das Ziel des Politischen Journals, „einen vollständigen Inbegriff aller politischen merkwürdigen Begebenheiten und zugleich eine Sammlung von noch nicht bekannten statistischen und anderen interessanten Denkwürdigkeiten“ zu geben.
Das Politische Journal enthielt meist fortlaufende, teils sehr lange Texte sowie z. T. Tabellen. Der Inhalt bestand im Wesentlichen aus politischen, wirtschaftlichen, geschichtlichen und militärischen Erörterungen und Berichten aus oder über Deutschland, europäischen Ländern sowie z. T. auch außereuropäischen Ländern. Ebenfalls veröffentlicht wurden Berichte zu anderen Themen wie Buchrezensionen, vermischte Nachrichten etc. Die enthaltenen Artikel (und Briefe) stammen zum Teil von Korrespondenten.

## Ausrichtung
Zu Beginn verfolgte das Politische Journal die Gesinnung der Aufklärung, entwickelte sich jedoch unter dem Eindruck der Französischen Revolution und deren Exzesse zu einem publizistischen Widerpart revolutionärer Ideen.
Die antirevolutionäre Einstellung des Politischen Journals und seines Leiters Gottlob Benedikt von Schirach führte zu Anfeindungen seitens Georg Friedrich Rebmann, einem der engagiertesten Verfechter der Ideen der Französischen Revolution, sowie von Adolph Freiherr Knigge mit dem Vorwurf, dass dieses in seinen Berichten die „Wahrheiten“ stark verfälschen („beschirachen“) würde.

## Erscheinungsbild
Das Politische Journal erschien monatlich am letzten oder vorletzten Tage des Monats und enthielt jeweils ca. 100 Seiten und hatte ein sehr handliches Format von ca. 11 cm × 21 cm und einen grauen Umschlag.
Die zwölf Ausgaben im Jahr hatten jährlich durchlaufend nummerierte Seiten und sind je Halbjahr zu einem Band zusammengefasst.

## Sonstiges
Das Politische Journal konnte auf Postämtern abonniert werden.